# (35201) 1994 PW6
1994 PW6 (asteroide 35201) é um asteroide da cintura principal. Possui uma excentricidade de 0.17847620 e uma inclinação de 0.45068º.
Este asteroide foi descoberto no dia 10 de agosto de 1994 por Eric Walter Elst em La Silla.